# KFC 위어딩겐 05

KFC 위어딩겐 05(KFC Uerdingen 05)는 독일 노르트라인베스트팔렌주의 도시 크레펠트의 축구 클럽이다.

## 성적
- DFB-포칼: 우승 1회 (1985)
- 2 분데스리가: 우승 1회 (1992)

## 역대 감독
| 감독              | 임기        |
| ----------------- | ----------- |
| 호르스트 쾨펠     | 1987        |
| 요스 뤼휘카이     | 2000 ~ 2002 |
| 노르베르트 마이어 | 2019        |